# ゴールデンシロップ
ゴールデンシロップ（英: golden syrup）は、サトウキビやテンサイが原料の砂糖を酸で処理して作られる濃い琥珀色をした転化糖である。別名でライトトリークル（英: light treacle）とも呼ばれる。
様々な焼き菓子やデザートに使用される。見た目も粘り気も蜂蜜に似ているので、蜂蜜が入手困難か高価な場合の代用品にもなる。

## 歴史

### 起源

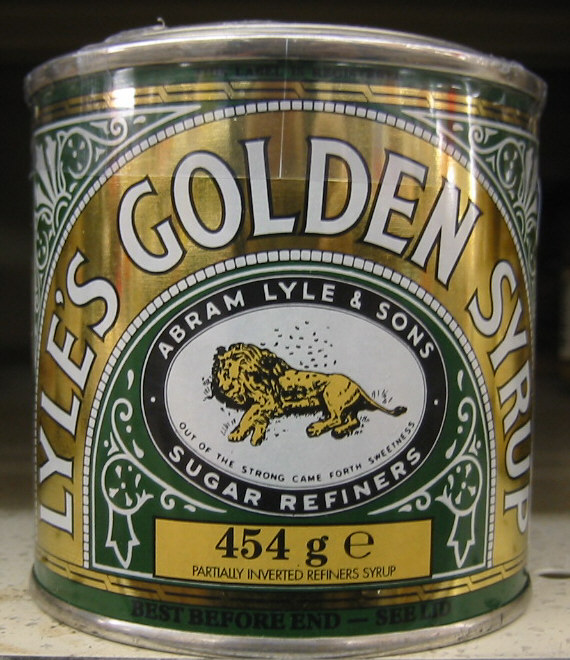
1885年に発売されたライルズ・ゴールデンシロップの缶詰

1863年、桶屋のオーナーとして成功していたアブラム・ライルは、借金の代わりにレンフルーシャーのグリーノックにあるグリーブ製糖所（英: Glebe Sugar Refinery）の所有権を渡される。ライルは製糖過程の副産物として動物の飼料に使われる苦い廃糖蜜が生まれるのを知り、これを人が食べられるように調整して販売が可能かどうかと考えた。数年後、彼の製糖事業が拡大してロンドンにも進出したのはこの考えを試す絶好の機会だった。
ライルの所有するプレイストー埠頭製糖所（英: Plaistow Wharf Refinery）で、チャールズ・イースティックが初めてゴールデンシロップのレシピを考案した。それ以前の数年間、イギリスでは砂糖が急速に普及していたため、1880年にチャールズは2人の兄弟、ジョン・ジョセフとサミュエルとともにロンドン中心部で砂糖分析所を開設。当初兄弟は粗糖とグラニュー糖を分析して正確な価格設定と税の支払いを計画していた。
ライルの2つ目の製糖所は兄弟が分析所を設立した1年後に開業した。イースティック家が行っていた画期的な仕事が認められたチャールズとジョン・ジョセフはライルに招かれ、1882年にプレイストー埠頭に研究所を設立。ジョン・ジョセフは施設の最初の化学者となり、チャールズが協力した。翌1883年の輸入危機で砂糖の生産が停止。これが決定的となり、イースティック家は価格や税から砂糖の精製過程へと目を向けざるを得なくなった。危機感に駆られたチャールズは、副産物の廃糖蜜をトリークルのようにして蜂蜜の味や粘度、外観を模した口当たりの良いシロップへ変える実験を始めた。
その際にチャールズは世界で初めてゴールデンシロップを作った。当初「ゴールディ」と呼ばれたそれは木製の樽でロンドンの食料品店に送られていたが、1885年には象徴的な金属製の缶に入れて販売され、その豊かな色と強い風味からすぐにイギリス人の生活の定番となった。
缶には腐ったライオンの死骸とハチの大群の絵が描かれ、「強い者から甘い物が出た」とスローガンが掲げられている。これは旧約聖書の『士師記』14章に書かれた、サムソンが妻を求めてペリシテ人の地を旅していた時の話に因んだ物である。サムソンは旅の途中でライオンを殺し、日が経ってから同じ場所を通ると、死骸の中にミツバチの大群が蜜の入った巣を作っているのに気付いた。サムソンは後にこれを結婚式で「食らう者から食い物が出、強い者から甘い物が出た」と言う謎々にした。このイメージとスローガンが選ばれた理由は正確には分かっていないが、ライルは宗教心の強い人だったので、会社の強さかゴールデンシロップが売られている缶を指しているのではないかと推測される。1904年にはこのデザインを商標登録した。ゴールデンシロップは最初のガソリン自動車、食品の中ではコカ・コーラ、マーマイトよりも歴史が古く、2006年にギネス世界記録が「世界最古のブランドとパッケージ」として正式に認めるに至る。

### イギリスの生活への浸透

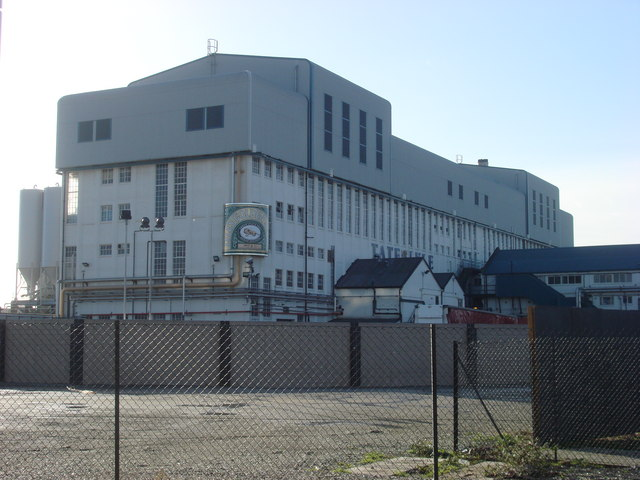
ロンドン東部のプレイストー埠頭にあるテイト・アンド・ライルの工場

ゴールデンシロップの成功を受けて、1890年、またしてもチャールズと兄弟のジョン・ジョセフは新たな挑戦を始めた。醸造家用のサトウキビ属やその他の転化糖の製造方法を独自に開発した後、チャールズはロンドンで製造を担当し、ジョン・ジョセフはオーストラリアのバンダバーグにあるサトウキビ農園を監督するために国を出た。
チャールズが最初に作ったゴールデンシロップは、強力なブランド力とユニークな風味の組み合わせで急速に国民的な人気を獲得した。1910年にロバート・スコットが南極探検を行った際にはゴールデンシロップが補給品として選ばれ、1911年にはイギリス王室御用達となったのも重なりこの傾向は強まった。1956年に探検家がスコット隊の倉庫の残骸を発見した時、ゴールデンシロップは完璧な状態で残っておりすぐに使用可能だったため、国民のこのシロップへの愛情はさらに高まった。
1921年、アブラム・ライルの事業は1859年にヘンリー・テイトが設立した製糖会社「テイト」と合併し、「テイト・アンド・ライル」となった。2010年、同社は砂糖精製とゴールデンシロップの事業をアメリカン・シュガー・リファイニングに売却した。
ゴールデンシロップが作られる前の数年間は、製造に特化した砂糖がイギリスに輸入されることは無いに等しかった。大規模なメーカーが生産するには経済的に無理があったからである。第一次世界大戦中の砂糖配給の責任者として活躍し大英帝国勲章を授与されたチャールズは、1928年にスラウ工業団地に工場を設立し、糖の中でも特にゴールデンシロップの製造を開始した。

### 国の象徴へ
イギリス帝国、そして後のイギリス連邦の影響で、ゴールデンシロップは20世紀後半に世界的に知られるようになった。ゴールデンシロップは「イギリスらしさ」の代名詞であり、消費者はヴィクトリア朝のレシピを殆ど保って使用している点に惹かれた。第二次世界大戦が始まると、チャールズは最後の発明をした。全国的に蜂蜜が手に入らない状況を打開するために、オリジナルの製品に手を加えたのだ。その結果として結晶化したゴールデンシロップから作られた蜂蜜の代替品が生まれ、スラウの工場で製造された後に国内の食料品店で販売され始めた。この代替品を以てパンやバターに塗ることが可能になった。
チャールズが考えた製法の原形の大部分は留めているが、製造技術の進歩と法律の改正で製品は変化しつつある。2020年から過去15年の間にベーカリー製品への水素化油脂や非天然の食品添加物の使用が禁止された影響で、ゴールデンシロップの色合いや味は変わった。結果的に、1970年代以前に製造されていたものと同じように色が濃くなり味も強くなっている。

## 供給

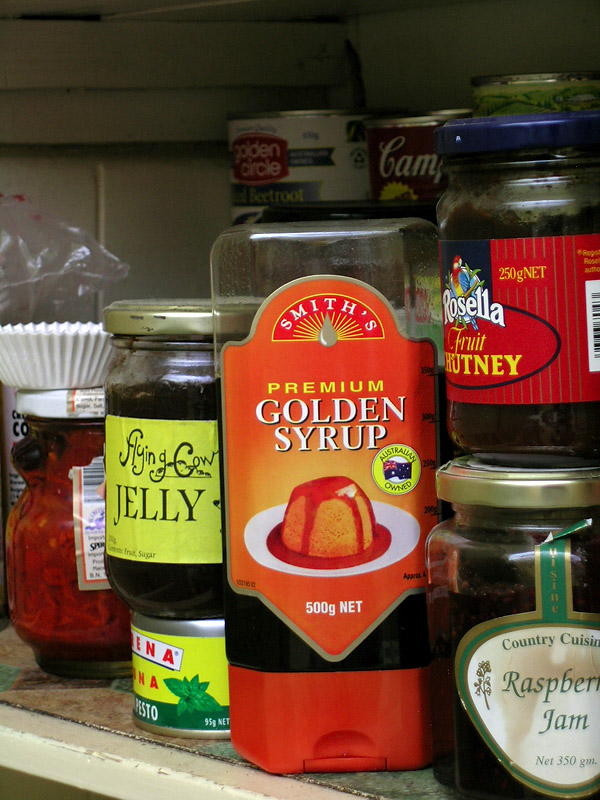
オーストラリアで販売されているゴールデンシロップのボトル

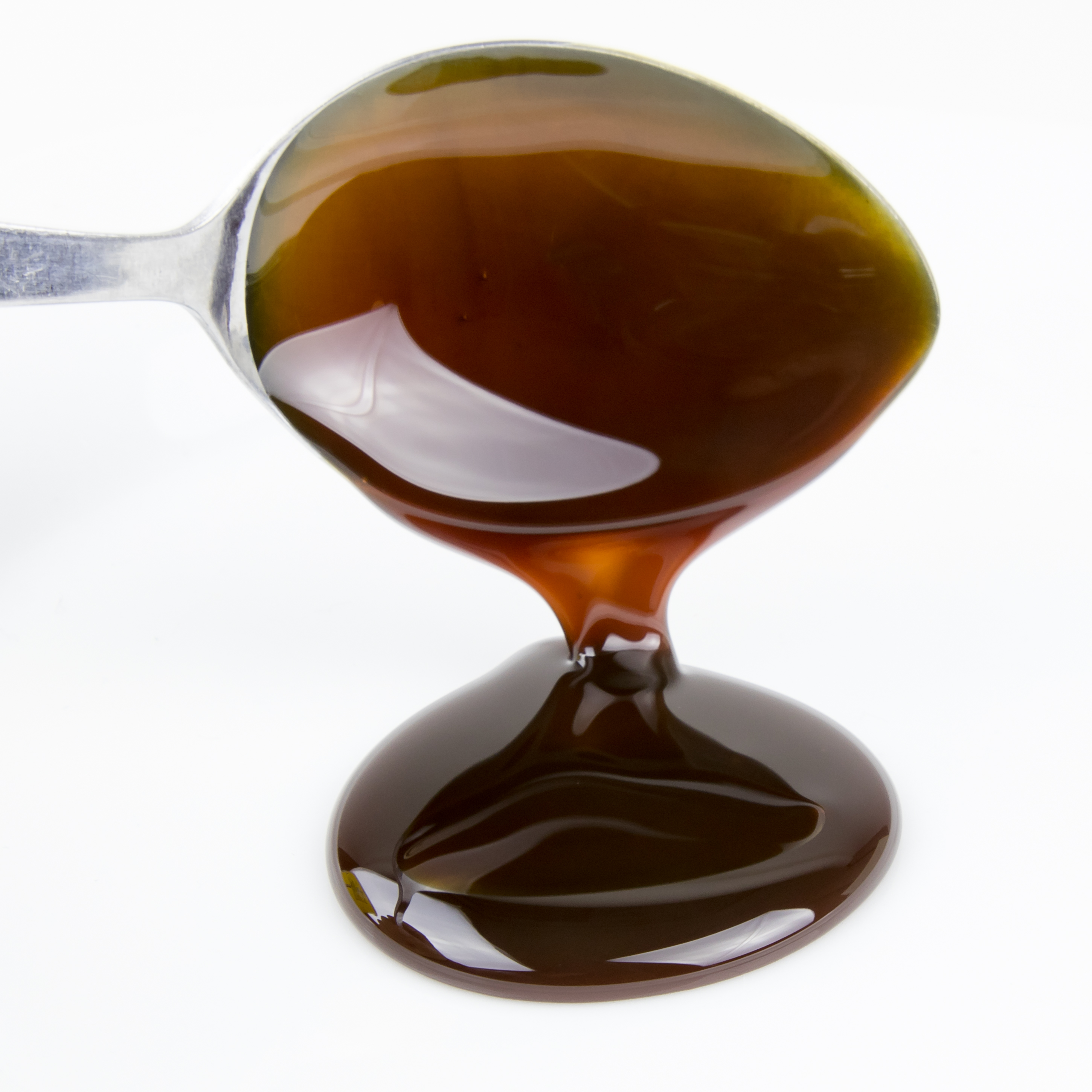
ツッカーリューベンシロップ

ゴールデンシロップは、サトウキビやテンサイを原料とした製品が様々な名前で世界中に広く流通している。
ライルズ・ゴールデンシロップ（英: Lyle's Golden Syrup）は、事業を受け継いだアメリカン・シュガー・リファイニングが「テイト・アンド・ライル」のライセンスブランドで製造しており、イギリスで最も有名なブランドの1つである。同国には他に2つの製糖会社があり、ブリティッシュ・シュガーは「シルバー・スプーン（英: Silver Spoon）」のブランドで同等の製品を製造しており、ラグース（英: Ragus）は「イースティックス・アンド・ラグース（英: Eastick's & Ragus Golden Syrup）」のブランドで製造している。
南アフリカでは、イロボ・シュガーが製造した国産のゴールデンシロップと輸入品のライルズ・ゴールデンシロップの2つのブランドが普及。従来のゴールデンシロップに加えて、カエデ等の香りがする派生品も販売されている。
オーストラリアでは、CSRリミテッドが主な生産者だが、バンダバーグ・シュガー（英: Bundaberg Sugar）やスミス（英: Smith's）でも生産されている。
ニュージーランドでは、19世紀後半からチェルシー・シュガー・リファイナリーのゴールデンシロップが有名になった。
カナダでは、ロジャース・シュガーのゴールデンシロップとライルズ・ゴールデンシロップが販売されている。ライルズ・ゴールデンシロップの容器は瓶と伝統的な缶の2種類がある。
コーンシロップと転化糖を混合したキングズ・シロップ（英: Kings Syrup）のゴールデンシロップは、アメリカの多くの地域でメープルシロップ等と一緒に販売されている。ホールフーズ・マーケット、コスト・プラス・ワールド・マーケット等の専門店や国際的な面を持つ店では、イギリスのライルズ・ゴールデンシロップが数種類のパックで販売されている場合が多い。
ドイツでは、「ツッカーリューベンシロップ（独: Zuckerrübensirup）」と呼ばれる類似の製品がケルンの西部で人気である。ドイツのツッカーリューベンシロップには、サトウキビから作られるゴールデンシロップに似た金色の物と、濃いトリークルに似た茶色い物の2種類がある。最も知名度のある生産者はグラフシャフター・クラウトファブリークで、100年以上に渡りツッカーリューベンシロップを生産している。同社のツッカーリューベンシロップは殆どがサトウキビから作られた物で、サトウキビから作られたゴールデンシロップはドイツの市場では非常に珍しい。ドイツのシュネーコッペは「フリューシュテュックス・シロップ（独: Frühstücks-Sirup）」と呼ばれる製品を製造しているが、これは金色のシロップに蜂蜜の味を模した天然香料を加えた物である。
スウェーデンとデンマークでは、テンサイを原材料にした色が薄いタイプと濃いタイプのゴールデンシロップがある。

## 性質
ゴールデンシロップはニュートン流体である。その密度は室温で約1430 kg/m³、粘度は12 ℃で210 Pa·sである。